# Xenolpium longiventer
Espèce
Synonymes
- Olpium longiventer L. Koch & Keyserling, 1885

Xenolpium longiventer est une espèce de pseudoscorpions de la famille des Olpiidae.

## Distribution
Cette espèce est endémique d'Australie.

## Systématique et taxinomie
Cette espèce a été décrite sous le protonyme Olpium longiventer par L. Koch et Keyserling en 1885. Elle est placée dans le genre Amblyolpium par Simon en 1899 puis dans le genre Xenolpium par Beier en 1932.

## Publication originale
- L. Koch & Keyserling, 1885 : Die Arachniden Australiens. Nürnberg, p. 1-51 (texte intégral).